# Issia (departement)
Issia är ett departement i Elfenbenskusten. Det ligger i regionen Haut-Sassandra, i den sydvästra delen av landet, 140 km väster om huvudstaden Yamoussoukro.